# Pociumbăuți
Pociumbăuți è un comune della Moldavia situato nel distretto di Rîșcani di 680 abitanti al censimento del 2004